# Cathédrale de Mikkeli
La cathédrale de Mikkeli est avec une capacité de 1 200 sièges, la plus grande église de Mikkeli en Savonie du Sud, Finlande. Elle est affectée au culte évangélique-luthérien.

## Architecture

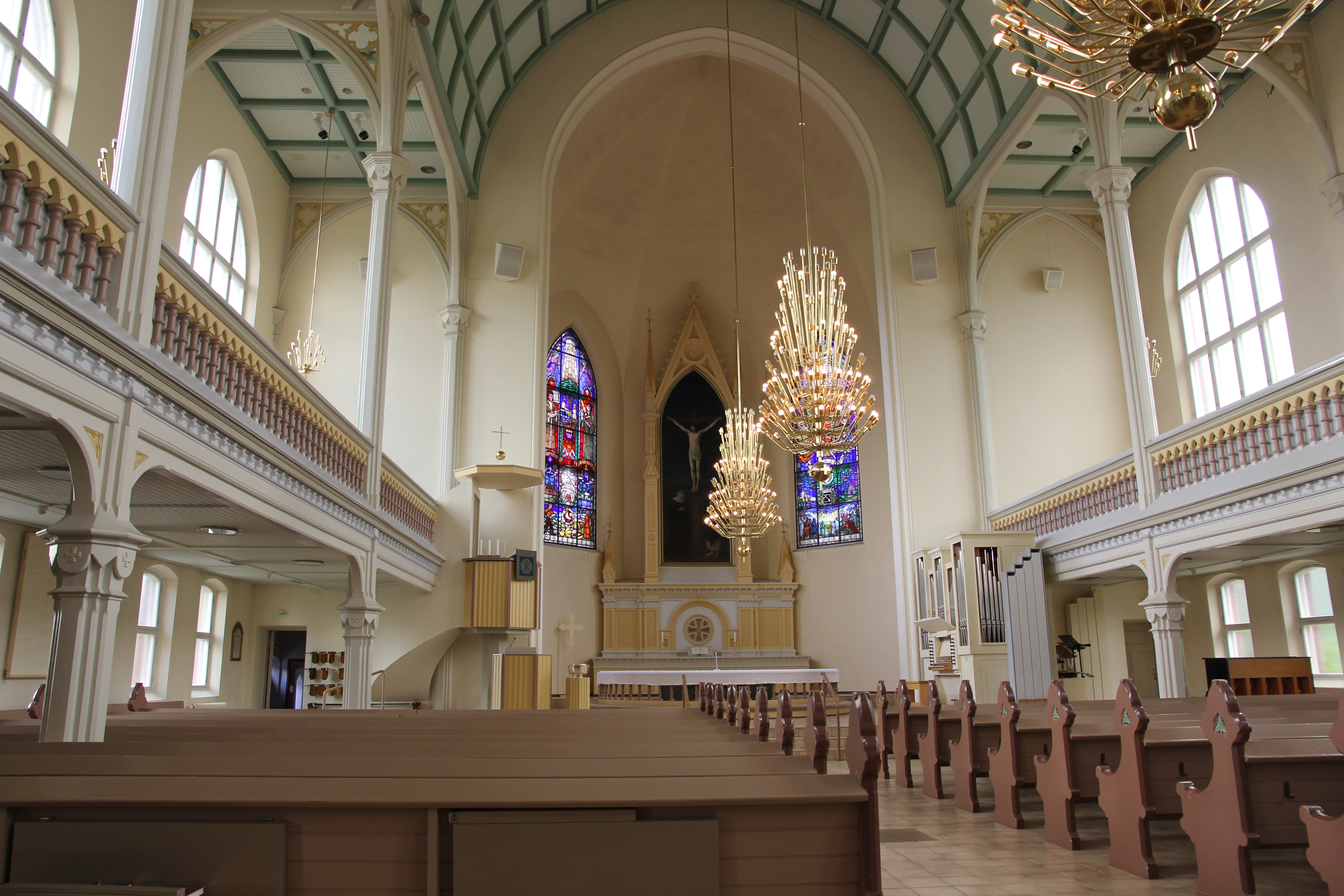
L'autel.

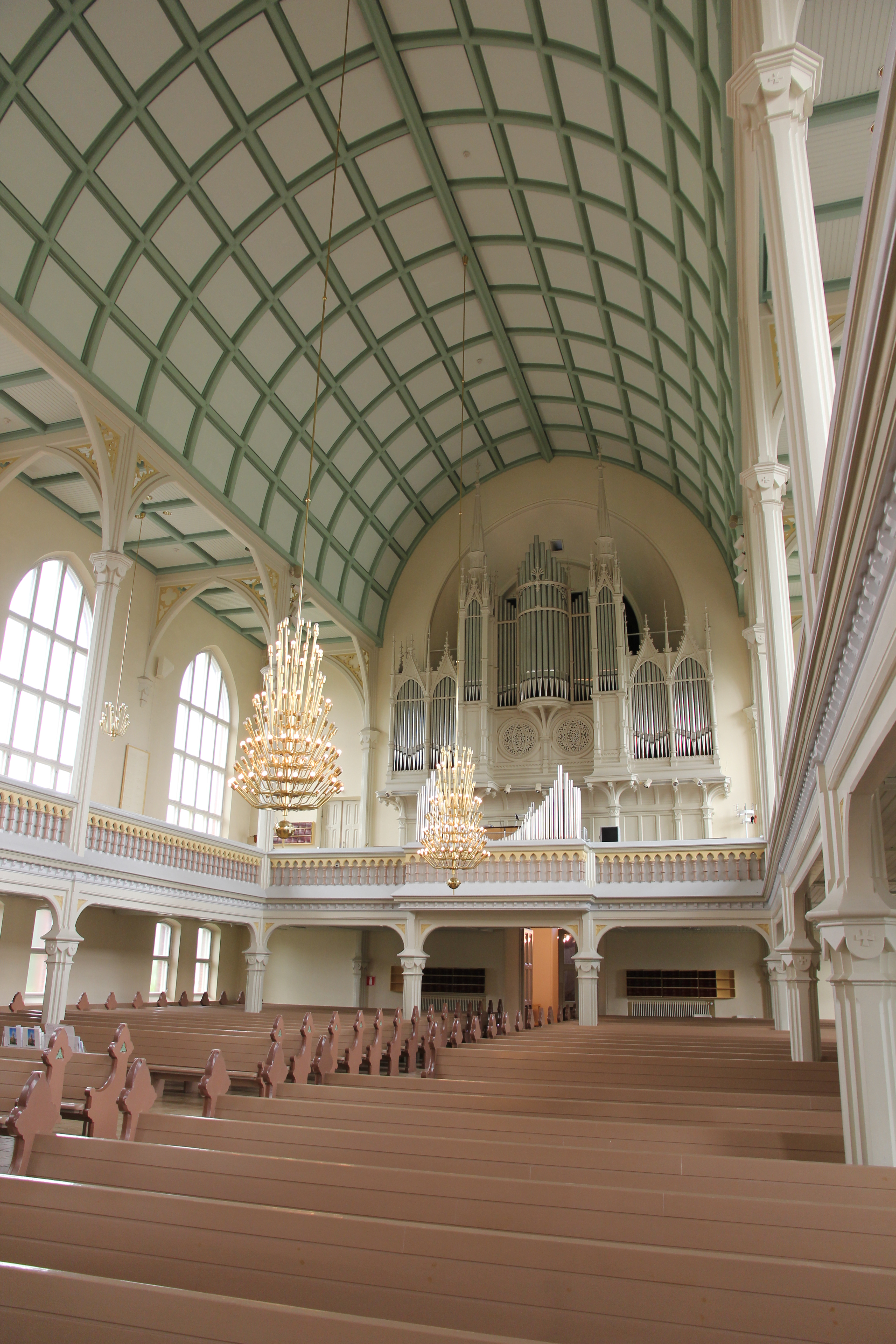
L'orgue.

La cathédrale a été construite en 1896-1897 selon les plans de l'architecte finlandais Josef Stenbäck dans un style néogothique comme de nombreuses autres églises conçues par cet architecte.  Le clocher se situe dans le pignon occidental de la cathédrale.
L'orgue a été construite en 1956 par la Fabrique d'orgues de Kangasala et comprend 51 jeux. Le retable intitulé "La crucifixion" est une œuvre de Pekka Halonen datant de 1899.